# بی‌نهایت (آلبوم)
بی‌نهایت (به انگلیسی: Infinite) اولین آلبوم استودویی رپر آمریکایی امینم است در ۱۲ نوامبر ۱۹۹۶ از طریق وب اینترتینمنت منتشر شد. ضبط آلبوم در استودیوی برادران بس و تولید آن توسط آقای پورتر و شخص امینم انجام شد. آهنگسازان آلبوم اعضای آن زمان گروه دی ۱۲، کن آرتیس، پروف و آی کیو هستند.
نسخه های فیزیکی آلبوم بینهایت بر روی کاست و صفحه وینیل منتشر شد، امینم نسخه هایی را از صندوق عقب ماشین خود در دیترویت فروخت. این اثر به طور رسمی در هیچ فروشگاه موسیقی آنلاین در دسترس نیست و فقط با عنوان "Infinite" در اسپاتیفای در دسترس قرار گرفته است. در ۱۷ نوامبر ۲۰۱۶ ، پنج روز پس از بیستمین سالگرد این آلبوم ، امینم ریمیکس آهنگ عنوان را که توسط برادران بس ساخته شده بود ،  برای اولین بار به صورت دیجیتالی در کانال ویوو خود منتشر کرد.